# Atom.com
Atom.com (anteriormente AtomFilms) foi uma rede de entretenimento de banda larga que oferecia curtas-metragens originais, animações, séries e filmes de criadores independentes. A empresa foi fundada em 1998 em Seattle por Mika Salmi. A Sequoia Capital, liderada por Michael Moritz, foi o principal investidor da Atom Films.

## Compra
Em 10 de agosto de 2006, a Atom Entertainment foi comprada pela MTV Networks (agora chamada Paramount Media Networks) com todas as suas propriedades, incluindo AtomFilms, Addicting Games, Addicting Clips (renomeado AtomUploads) e Shockwave.com. A aquisição ocorreu logo após negociações contra e posteriormente com o Google para comprar o YouTube. Em 2012, o Atom.com foi absorvido pelo Comedy Central e renomeado para CC Studios.